# Kelana Jaya Line

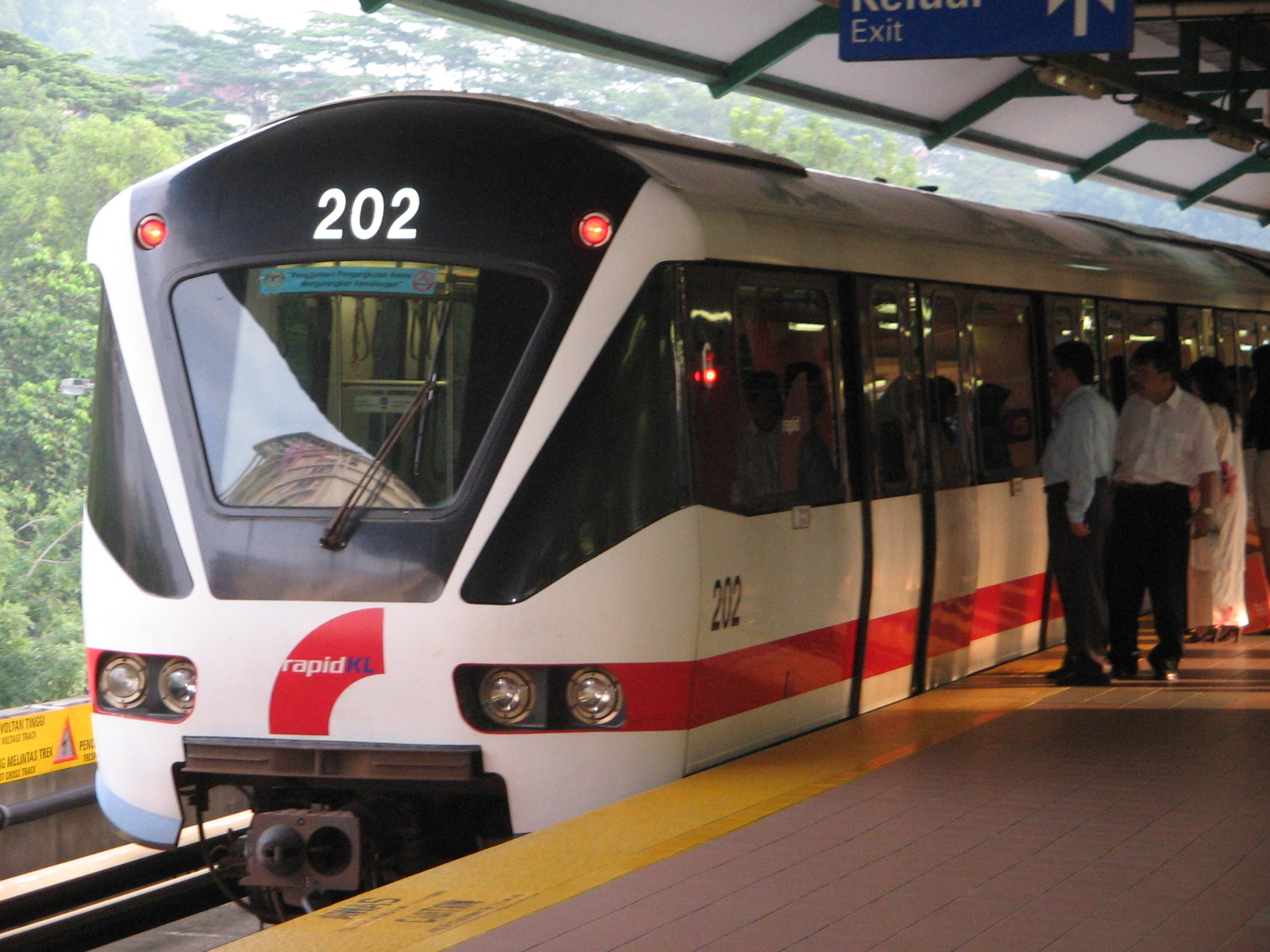
Zug der Kelana Jaya Line

Die Kelana Jaya Line (Linie 5 des Netzes) ist eine vollautomatische U-Bahn-Linie der malaysischen Hauptstadt Kuala Lumpur. Bekannt ist die Strecke auch unter dem ehemaligen Namen PUTRA LRT oder PUTRA Line LRT.
Am 1. September 1998 ging der erste, rund 14 Kilometer lange Streckenabschnitt in Betrieb, am 1. Juni 1999 folgte eine Verlängerung um etwa 15 Kilometer nach Nordosten. Eine Verlängerung nach Süden wurde am 30. Juni 2016 eröffnet.
Die Kelana Jaya Line befährt mit der Liniennummer 5 eine einzelne, 46 Kilometer lange Strecke. Die von Bombardier gelieferten zweiteiligen Triebzüge fahren (meist als Vier-Wagen-Züge) auf einer größtenteils aufgeständerten, auf gesamter Länge zweigleisigen Fahrtrasse. Zwischen den Haltestellen Damai und Pasar seni verläuft die Strecke im Tunnel, in diesem Abschnitt sind abweichend zu den oberirdischen Haltestellen an allen Bahnsteigen Bahnsteigtüren installiert. Die Strecke weist sowohl Mittel- als auch Seitenbahnsteige auf. Die Spurweite der Gleise beträgt 1435 mm (Normalspur), die Stromzuführung erfolgt über eine seitliche Stromschiene.